# Mật Sơn
Mật Sơn (tiếng Trung: 密山市; bính âm: Mìshān shì) là một thành phố cấp huyện thuộc địa cấp thị Kê Tây, tỉnh Hắc Long Giang, Trung Quốc.

### Trấn
| - Mật Sơn (密山镇) - Liên Châu Sơn (连珠山镇) - Tri Nhất (知一镇) - Búi Đức (裴德镇) | - Hắc Đài (黑台镇) - Đương Bích (当壁镇) - Hưng Khải (兴凯镇) |

### Hương
| - Nhị Nhân Ban (二人班乡) - Bạch Bào Tử (白泡子乡) - Hưng Khải Hồ (兴凯湖乡) - Thừa Tử Hà (承紫河乡) - Dương Mộc (杨木乡) | - Liễu Mao (柳毛乡) - Phú Nguyên (富源乡) - Liên Châu Sơn (连珠山乡) - Thái Bình (太平乡) |